# Newberry (Indiana)
Newberry – miasto w Stanach Zjednoczonych, w stanie Indiana, w hrabstwie Greene.